# 成増
成増（なります）は、東京都板橋区の町名。現行行政地名は成増一丁目から成増五丁目。住居表示実施済み。

## 地理

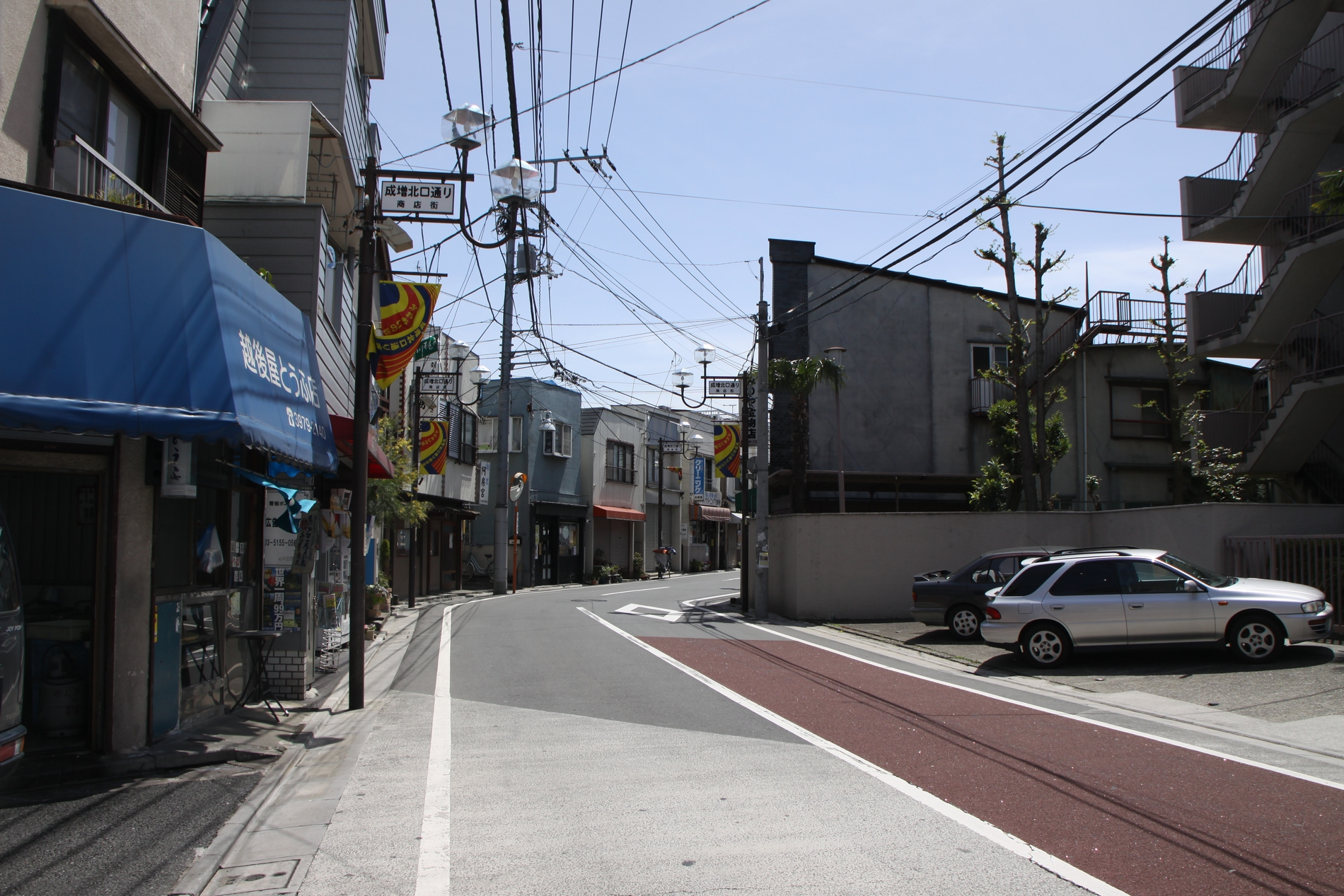
成増北口通り商店街

東京都板橋区西端に位置し、南は練馬区と、西は埼玉県和光市と隣接している。東武東上線を挟み、南側が成増一丁目・成増二丁目、北側が成増三丁目・成増四丁目・成増五丁目となっている。埼玉県との境は旧白子川などの流路が採用されているため、白子川を越えて和光市白子に食い込んでいる地域や、白子が成増側に食い込んでいる地域もある。
同地には東武東上線成増駅と東京メトロ有楽町線・副都心線地下鉄成増駅がある（両駅は200メートルほどしか離れていない）。池袋方面の隣駅はそれぞれ下赤塚駅と地下鉄赤塚駅で、川越方面の隣駅はどちらも埼玉県和光市の和光市駅となる。
成増駅の南口には成増スキップ村と呼ばれる商店街があり、マクドナルド成増店などの商業施設のほか、高層マンションもある。モスバーガー発祥の地であり、モスバーガー1号店は成増店である。北口には西友などの商業施設がある。都市銀行はみずほ銀行、三井住友銀行、りそな銀行などの支店がある。
かつて南口にはダイエー成増店があったものの、2019年12月31日に閉店。建物は約4年間放置されていたが、2024年3月13日にMEGAドン・キホーテ成増店が開業した。
成増駅及び地下鉄成増駅が最寄駅となる地区として、赤塚新町三丁目や赤塚三丁目、赤塚四丁目、赤塚五丁目、練馬区旭町、および埼玉県和光市白子などがある。
駅付近は賑やかであるが、徒歩10分強で南側にかつての成増飛行場跡の光が丘公園、北側には板橋区としては稀少な第一種低層住居専用地域指定の住宅地もある。成増五丁目の白子川沿いには日本で初めてポテトチップスの量産化に成功したことで知られるスナック菓子メーカーの湖池屋本社がある。
成増駅の南口側はほぼ平坦な地形だが、北口側は起伏に富んでおり坂が多い。

### 駅前再開発
北口再開発が行われ、駅前ロータリーの整備・複合施設「ACT」・それと駅とを渡すデッキなどが完成（第一次）。さらにその後、複合施設「アリエス」も完成（第二次）。「ACT」の核は西友成増店とアクトホールで、「アリエス」内には板橋区立成増図書館、成増が丘郵便局、ハローワーク池袋・成増ワークプラザ等がある。また、第一次、第二次に次ぐ再開発が検討されており（成増駅北口第三地区）、現在は地区の設定を含めて、整備内容等についての研究が行われている。
成増駅の南口側にはスキップ村やすずらん商店街など、古くからの商店街があり大規模な再開発は行われていない。ロータリーはあるがやや狭く、一般の車が出入りするにはあまり余裕がない。地下鉄成増駅の出口は全て川越街道（国道254号）沿いにある。

### 地価
住宅地の地価は、2025年（令和7年）1月1日の公示地価によれば、成増1-16-1の地点で55万1000円/m2、成増2-29-7の地点で44万1000円/m2となっている。

## 歴史
室町時代から明治時代にかけては赤塚六ヶ村（あかつかろっかそん）のひとつであった。成増エリアは1871年に浦和県（現埼玉県）から東京府に編入され、1889年の町村制により赤塚村大字成増となり、1932年（昭和7年）に板橋区成増町となった。1969年10月1日に成増町、上赤塚町、下赤塚町のそれぞれ一部より現在の成増一～五丁目が成立した。現在でも、行政の区分としては赤塚地域に含まれることが多い。
太平洋戦争中は、首都防空を担う旧陸軍航空隊の基地である「成増飛行場」があり、終戦後は大規模な拡張整備が施されアメリカ空軍の住宅施設｢グラントハイツ｣として生まれ変わるが、返還後の跡地は光が丘団地などへと転用された。

### 地名の由来
地名の由来は諸説あるが、この地を開墾した田中左京成益の名「成益」が転じて「成増」なったとする説が有力である。

## 世帯数と人口
2025年（令和7年）3月1日現在（板橋区発表）の世帯数と人口は以下の通りである。
| 丁目       | 世帯数     | 人口     |
| ---------- | ---------- | -------- |
| 成増一丁目 | 3,924世帯  | 6,964人  |
| 成増二丁目 | 3,421世帯  | 5,611人  |
| 成増三丁目 | 4,510世帯  | 7,879人  |
| 成増四丁目 | 3,046世帯  | 5,144人  |
| 成増五丁目 | 2,676世帯  | 4,950人  |
| 計         | 17,577世帯 | 30,548人 |

### 人口の変遷
国勢調査による人口の推移。
| 年                 | 人口   |
| ------------------ | ------ |
| 1995年（平成7年）  | 22,985 |
| 2000年（平成12年） | 23,921 |
| 2005年（平成17年） | 24,197 |
| 2010年（平成22年） | 26,359 |
| 2015年（平成27年） | 28,464 |
| 2020年（令和2年）  | 29,740 |

### 世帯数の変遷
国勢調査による世帯数の推移。
| 年                 | 世帯数 |
| ------------------ | ------ |
| 1995年（平成7年）  | 10,902 |
| 2000年（平成12年） | 11,979 |
| 2005年（平成17年） | 12,324 |
| 2010年（平成22年） | 13,818 |
| 2015年（平成27年） | 14,946 |
| 2020年（令和2年）  | 16,001 |

## 学区
区立小・中学校に通う場合、学区は以下の通りとなる（2021年8月時点）。
| 丁目       | 番地                      | 小学校                 | 中学校                 |
| ---------- | ------------------------- | ---------------------- | ---------------------- |
| 成増一丁目 | 全域                      | 板橋区立成増小学校     | 板橋区立赤塚第二中学校 |
| 成増二丁目 | 全域                      | 板橋区立成増小学校     | 板橋区立赤塚第二中学校 |
| 成増三丁目 | 全域                      | 板橋区立成増ヶ丘小学校 | 板橋区立赤塚第二中学校 |
| 成増四丁目 | 1～20番 22～26番 29～31番 | 板橋区立成増ヶ丘小学校 | 板橋区立赤塚第二中学校 |
| 成増四丁目 | 21番 27〜28番 32～40番    | 板橋区立三園小学校     | 板橋区立赤塚第二中学校 |
| 成増五丁目 | 16～24番                  | 板橋区立三園小学校     | 板橋区立赤塚第二中学校 |
| 成増五丁目 | 1～15番                   | 板橋区立成増ヶ丘小学校 | 板橋区立赤塚第二中学校 |

## 事業所
2021年（令和3年）現在の経済センサス調査による事業所数と従業員数は以下の通りである。
| 丁目       | 事業所数  | 従業員数 |
| ---------- | --------- | -------- |
| 成増一丁目 | 296事業所 | 3,444人  |
| 成増二丁目 | 301事業所 | 3,107人  |
| 成増三丁目 | 246事業所 | 2,880人  |
| 成増四丁目 | 92事業所  | 766人    |
| 成増五丁目 | 43事業所  | 544人    |
| 計         | 978事業所 | 10,741人 |

### 事業者数の変遷
経済センサスによる事業所数の推移。
| 年                 | 事業者数 |
| ------------------ | -------- |
| 2016年（平成28年） | 1,036    |
| 2021年（令和3年）  | 978      |

### 従業員数の変遷
経済センサスによる従業員数の推移。
| 年                 | 従業員数 |
| ------------------ | -------- |
| 2016年（平成28年） | 10,549   |
| 2021年（令和3年）  | 10,741   |

## 交通

### 鉄道

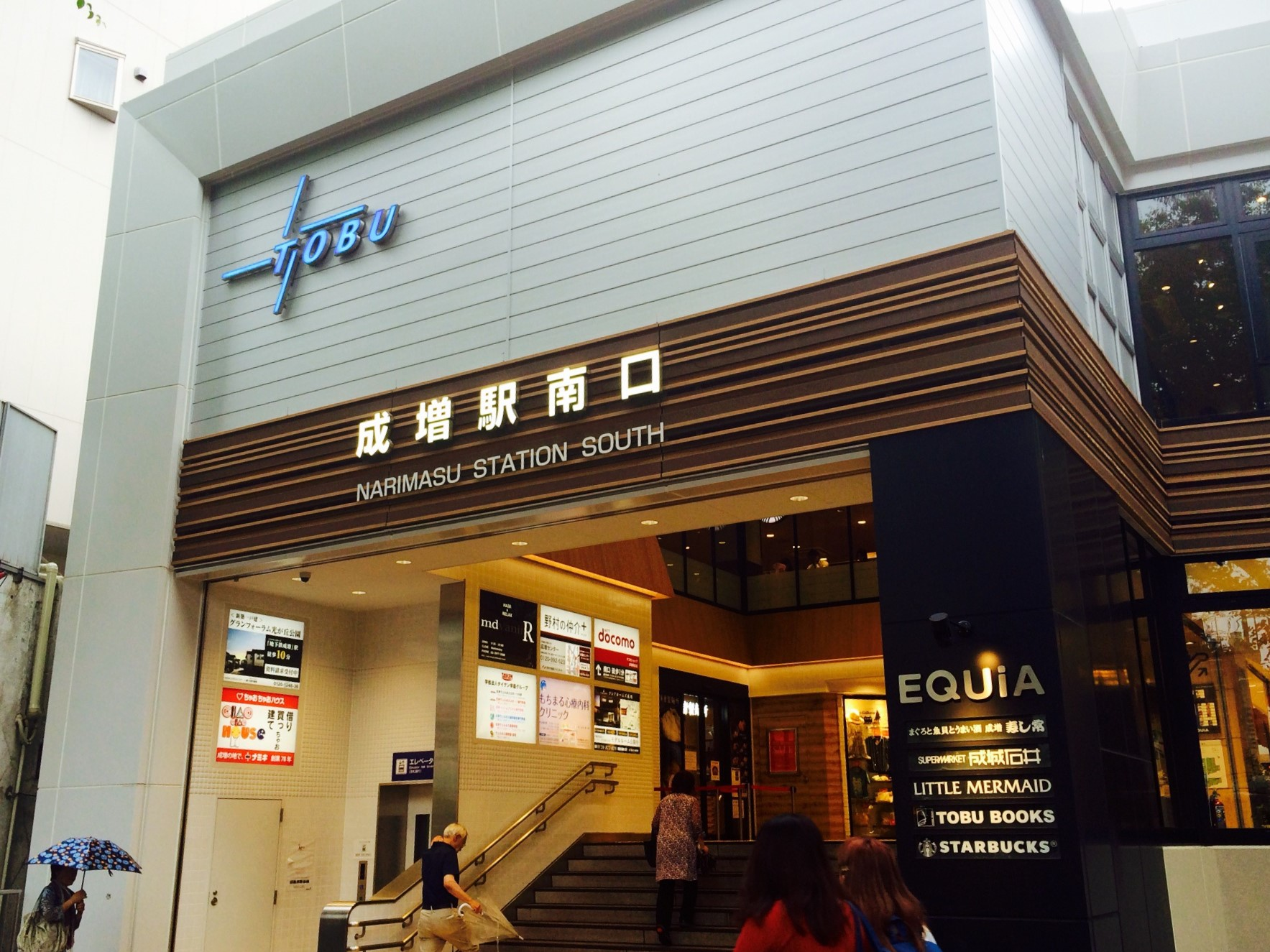
東武東上線成増駅南口

- 東武鉄道
  - 東上線：成増駅
- 東京地下鉄（東京メトロ）
  - 副都心線・有楽町線：地下鉄成増駅

### バス
- 成増駅周辺の川越街道上停留所は同一場所にあっても会社ごとに異なる名称がつけられている。西武バスの「成増町」と国際興業バス・東武バスの「成増駅入口」、国際興業バスの「成増駅前」と西武バスの「地下鉄成増駅」はそれぞれ同一の場所にある。

- 国際興業バス
  - 成増駅北口・成増三丁目：赤02　志村坂下経由赤羽駅西口行き、増14　下笹目行き、増17　区立美術館経由高島平操車場行き、高01　西高島平駅経由高島平操車場行き
    - 増14系統は板橋区と埼玉県和光市・戸田市にまたがって運行され、後乗り前降り方式で、埼玉県内の停留所（笹目橋を含む）まで行く場合、一日乗車券は差額精算が必要となり、都区内均一定期券は利用できない。高01系統も経路途中で埼玉県和光市を通過するが、都区内均一運賃が適用され、一日乗車券・都区内均一定期券が利用できる。

  - 成増駅前：石03　練馬北町車庫行き　※石神井公園駅北口行きは停車しない。

- 国際興業バス・西武バス（共同運行）
  - 成増駅南口・成増駅入口（西武バスは成増町）・成増二丁目：石02・石03　白子向山・比丘尼橋経由石神井公園駅北口行き、増16　比丘尼橋行き
  - 成増一丁目：石03　練馬北町車庫行き（国際興業バス）、石03　成増駅南口行き（西武バス）、増16　成増駅南口行き
    - 石03系統の国際興業バス便は石神井公園駅北口－練馬北町車庫、西武バス便は石神井公園駅北口－成増駅南口の運行。石神井公園駅発の国際興業バス便は成増一丁目→成増駅南口→成増駅前→帳元、西武バス便は成増一丁目→成増駅南口（終点）と運行する。石神井公園駅行きの国際興業バス便は帳元→成増駅南口→成増駅入口→成増二丁目、西武バス便は成増駅南口（始発）→成増町（成増駅入口と同一場所）→成増二丁目と運行する。

- 西武バス　※出入庫に伴う区間運転系統は省略。
  - 成増駅南口：泉33　大泉学園駅北口行き、練47　下赤塚駅経由練馬駅北口行き、光31　光が丘駅行き、練高01　練馬高野台駅行き
  - 地下鉄成増駅：練47　下赤塚駅経由練馬駅北口行き、光31　光が丘駅行き、練高01　練馬高野台駅行き
  - 成増町：泉33　大泉学園駅北口行き・成増駅南口行き、練40　練馬駅北口行き、吉60　上石神井駅経由吉祥寺駅行き
  - 成増一丁目：吉60・練40　成増町行き
  - 成増二丁目：吉60　上石神井駅経由吉祥寺駅行き、泉33　大泉学園駅北口行き・成増駅南口行き、練40　練馬駅北口行き

- 東武バス
  - 成増駅北口・成増坂上・成増北口通り・瑞光橋：増07　成増駅北口始発宮本循環（宮本先回り、南市場先回り）、増09　和光市駅北口行き、増10　和光市駅南口行き
  - 成増駅南口・成増駅入口：増32　南大和行き、和06　埼玉病院経由和光市駅南口行き

### 道路
- 国道254号（川越街道）

## 成増を取り扱った作品
- 『成増』 - 1985年3月21日発売のとんねるずの1stアルバム。メンバーの石橋貴明が同地出身だったことからアルバムタイトルに使用された。
- 『成増になります』 - 2018年2月13日発売のREADY TO KISSの4thシングル。

## その他

### 日本郵便
- 郵便番号 : 175-0094[3]（集配局 : 板橋西郵便局[17]）。